# Fogliano Redipuglia
Fogliano Redipuglia – miejscowość i gmina we Włoszech, w regionie Friuli-Wenecja Julijska, w prowincji Gorycja.
Według danych na rok 2004 gminę zamieszkiwały 2694 osoby, 384,9 os./km².
W miejscowości znajduje się stacja kolejowa Redipuglia.